# Platyceps taylori
Espèce
Synonymes
- Coluber taylori Parker, 1949

Platyceps taylori est une espèce de serpents de la famille des Colubridae.

## Répartition
Cette espèce se rencontre en Somalie, en Éthiopie, à Djibouti et en Érythrée.

## Description
L'holotype de Platyceps taylori, une femelle, mesure 500 mm dont 123 mm pour la queue. Cette espèce a le dos brunâtre et sa tête présente des marques sombres. Sa face ventrale est blanche avec des points noirs épars sur les côtés.

## Étymologie
Son nom d'espèce lui a été donné en l'honneur d'Edward Harrison Taylor (1889-1978), herpétologiste américain.

## Publication originale
- Parker, 1949 : The snakes of Somaliland and the Sokotra islands. Zoologische Verhandelingen, vol. 6, p. 1-115 (texte intégral).